# Adromischus hemisphaericus
Adromischus hemisphaericus är en fetbladsväxtart som först beskrevs av Carl von Linné, och fick sitt nu gällande namn av Lem.. Adromischus hemisphaericus ingår i släktet Adromischus och familjen fetbladsväxter. Inga underarter finns listade i Catalogue of Life.

## Bildgalleri

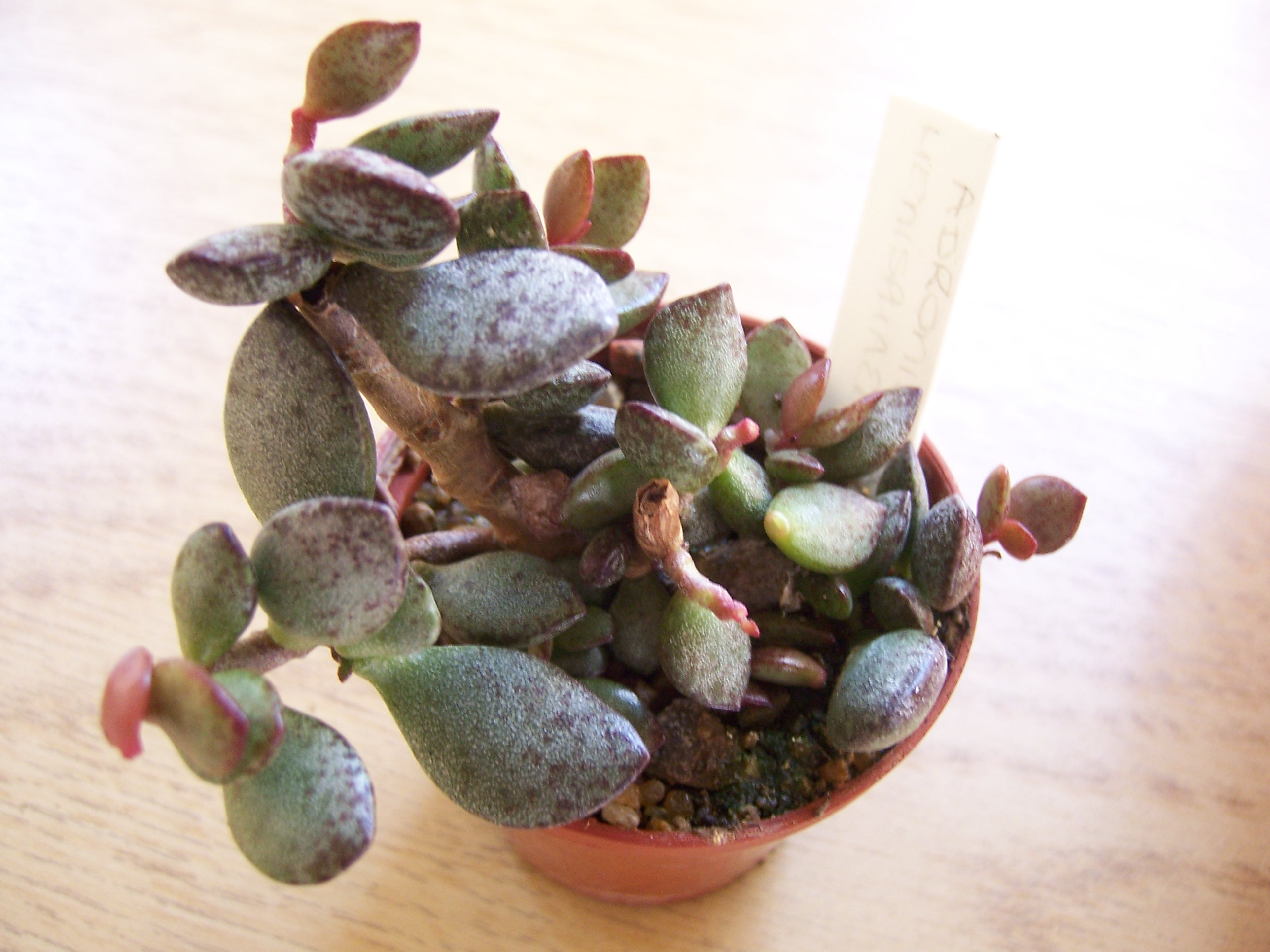
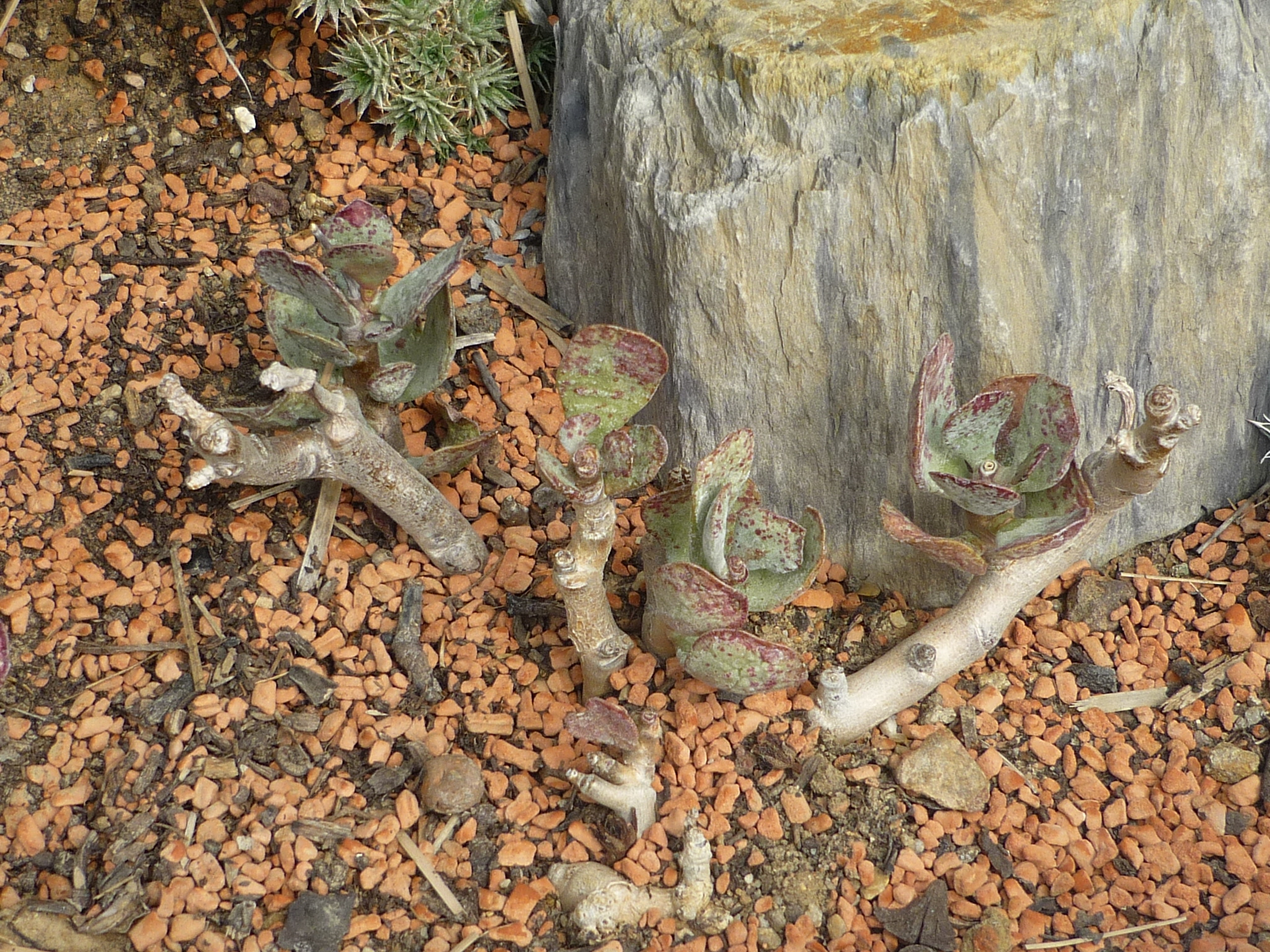